# Brian Horne
Brian Simon Horne (Billericay, 5 ottobre 1967) è un allenatore di calcio ed ex calciatore inglese, di ruolo portiere.

## Carriera

### Giocatore
Esordisce tra i professionisti all'età di 19 anni nel 1986 con il Millwall, con cui disputa 32 partite nel campionato di Second Division; l'anno seguente contribuisce con 43 vittorie alla prima promozione in prima divisione nella storia del club, vincendo il campionato. Nelle stagioni 1988-1989 e 1989-1990 gioca poi rispettivamente 38 e 22 partite in prima divisione; resta nel club anche a seguito della retrocessione in seconda divisione maturata nel corso della stagione 1989-1990, giocando 28 partite nella Second Division 1990-1991. Rimane tesserato del Millwall anche per tutte le stagioni 1991-1992 e 1992-1993, nelle quali non gioca però nessuna partita ufficiale: nell'ottobre e nel dicembre del 1992 viene anche ceduto per 2 volte in prestito per un mese, rispettivamente a Middlesbrough (4 presenze in prima divisione) e Stoke City (una presenza in terza divisione).
Nella stagione 1993-1994 fa il secondo portiere al Portsmouth, con cui disputa 3 partite in seconda divisione; gioca poi per 2 stagioni da titolare in quarta divisione all'Hartlepool Utd (73 presenze complessive in campionato nell'arco del biennio 1994-1996) per poi chiudere la carriera al termine della stagione 1996-1997, in cui gioca con i semiprofessionisti di Dover Athletic e Farnborough Town.

### Allenatore
Nel 2003 ha allenato i dilettanti dell'Aveley.

## Palmarès

### Giocatore

#### Competizioni nazionali
- Campionato inglese di seconda divisione: 1

Millwall: 1987-1988